# 科倫納 (密歇根州)
科倫納（英語：Corunna）是一個位於美國密歇根州夏厄沃西縣的城市。根據2010年美國人口普查，該地共人口3497人，而該地的面積約為8.41平方千米。同時該地也是夏厄沃西縣的縣治。

## 地理
科倫納的座標為42°58′59″N 84°07′06″W / 42.98306°N 84.11833°W，而該地的平均海拔高度為227米（即745英尺）。